# Pseudohermonassa
Pseudohermonassa is een geslacht van vlinders van de familie Uilen (Noctuidae), uit de onderfamilie Noctuinae.

## Soorten
- P. bicarnea Guenée, 1852
- P. flavotincta Smith, 1892
- P. melancholica (Lederer, 1853)
- P. ononensis Bremer, 1861
- P. tenuicula Morrison, 1874